# HMS Scotsman (P243)
Pour les autres navires du même nom, voir HMS Scotsman.
Le HMS Scotsman (numéro de coque P243) est un sous-marin de la troisième série d'unités de la classe S, construit pour la Royal Navy pendant la Seconde Guerre mondiale par Scotts Shipbuilding and Engineering Company à Greenock en Écosse.

## Conception et description

Schéma d'un sous-marin de classe S.

Les sous-marins de la classe S ont été conçus pour patrouiller dans les eaux resserrées de la mer du Nord et de la mer Méditerranée. Les sous-marins de la troisième série de cette classe étaient légèrement plus grands et améliorés par rapport à la série précédente. Ces sous-marins avaient une longueur hors tout de 66,1 mètres, une largeur de 7,2 m et un tirant d'eau de 4,5 m. Leur déplacement était de 879 tonnes en surface et 1 006 tonnes en immersion. Les sous-marins de la classe S avaient un équipage de 48 officiers et matelots. Ils pouvaient plonger jusqu'à la profondeur de 90 m.
Pour la navigation en surface, ces navires étaient propulsés par deux moteurs Diesel de 950 ch (708 kW), chacun entraînant un arbre et une hélice distincte. En immersion, les hélices étaient entraînées par un moteur électrique de 650 ch (485 kW). Ils pouvaient atteindre 15 nœuds (28 km/h) en surface et 10 nœuds (19 km/h) en plongée. Les sous-marins de la troisième série avaient une autonomie en surface de 6 000 milles marins (11 000 km) à 10 nœuds (19 km/h), et en plongée de 120 milles (220 km) à 3 nœuds (5,6 km/h).
Ces navires étaient armés de sept tubes lance-torpilles de 21 pouces (533 mm). Une demi-douzaine de ces tubes étaient à l'avant, et il y avait un tube externe à l'arrière. Ils transportaient six torpilles de rechange pour les tubes d'étrave, et un total de treize torpilles. Douze mines pouvaient être transportées à la place des torpilles stockées à l’intérieur. Ils étaient également armés d'un canon de pont de 3 pouces (76 mm). Les navires du troisième groupe de la classe S étaient équipés d’un système ASDIC de type 129AR ou 138 et d'un radar d'alerte précoce de type 291 ou 291 W.

## Construction et carrière
Commandé le 20 décembre 1941 dans le cadre du programme de construction de 1941, le HMS Scotsman est mis sur cale aux chantiers navals Scotts Shipbuilding and Engineering Company à Greenock en Écosse le 15 avril 1943, et lancé le 18 août 1944. Il est mis en service dans la  Royal Navy le 9 décembre 1944.
Après des exercices de lutte anti-sous-marine et d'artillerie au large du fleuve Clyde et de Scapa Flow, le Scotsman part pour Holy Loch le 24 mars 1945, pour un entraînement complémentaire. Lors de l'entraînement complémentaire du 7 avril, le sous-marin s'échoue, ce qui l'oblige à s'amarrer à Greenock pour y être réparé jusqu'au 28 mai.
La guerre en Europe étant terminée, le 11 juin 1945, le Scotsman quitte Holy Loch pour se redéployer sur le théâtre d'opérations du Pacifique, où la guerre se poursuit contre l'empire du Japon. Avec ses navires-jumeaux (sister-ships) HMS Spur et HMS Turpin, il fait le passage de la Grande-Bretagne à Gibraltar, puis à Malte. Il continue avec le Spur à travers Port-Saïd, Aden et Trincomalee jusqu'à son unité basée à Subic Bay, aux Philippines. Peu avant son arrivée, il coule une jonque sous les tirs de son artillerie à l'ouest de l'île de Bornéo. Avec la reddition du Japon et la fin de la guerre dans le Pacifique, le sous-marin revient en Grande-Bretagne à Rothesay le 7 décembre 1945, après une escale à Hong Kong.
En 1953, le Scotsman participe à la revue de la flotte pour célébrer le couronnement de la reine Élisabeth II.
Le Scotsman est retiré du service actif et démantelé à Troon le 19 novembre 1964.

## Commandants
- Lieutenant (Lt.) Alan Hamilton Barnett Anderson (RNR) du 15 mai 1944 au 12 février 1945.
- Lieutenant (Lt.) Andrew George Prideaux (RN) du 12 février 1945 au 15 février 1945.
- Lieutenant (Lt.) Alan Hamilton Barnett Anderson (RNR) du 15 février 1945 au 18 décembre 1945.

Notes: RN = Royal Navy - RNR = Royal Naval Reserve